# Roquettes
Roquettes är en kommun i departementet Haute-Garonne i regionen Occitanien i södra Frankrike. Kommunen ligger i kantonen Portet-sur-Garonne som tillhör arrondissementet Muret. År 2022 hade Roquettes 4 292 invånare.

## Befolkningsutveckling
Antalet invånare i kommunen Roquettes
Referens:INSEE